# Asuroides sagenaria
Asuroides sagenaria là một loài bướm đêm thuộc phân họ Arctiinae, họ Erebidae.